# Lepidochitona keepiana
Lepidochitona keepiana är en blötdjursart som beskrevs av Berry 1948. Lepidochitona keepiana ingår i släktet Lepidochitona och familjen Ischnochitonidae. Inga underarter finns listade i Catalogue of Life.